# ریفون
ریفون (به عربی: ريفون) یک منطقهٔ مسکونی در لبنان است که در شهرستان کسروان واقع شده‌است.
 ریفون ۱٫۸۹ کیلومتر مربع مساحت دارد  ۱٬۰۵۰ متر بالاتر از سطح دریا واقع شده‌است.